# Pecopteris
Pecopteris ist eine Pflanzengattung, in der Blattfossilien zusammengefasst werden (Morphotaxon). Sie sind weltweit und häufig verbreitet und kommen zeitlich im Karbon und Perm vor.

## Merkmale
Pecopteris sind gefiederte Blätter. Die Blattfiederchen sind meist klein und voneinander getrennt. Sie sitzen mit der ganzen Breite an der Rhachis an. Ihre Ränder verlaufen häufig parallel oder fast parallel. In das Fiederchen tritt ein einzelnes Leitbündel ein, das fast bis zu dessen Spitze reicht. Das Ende des Fiederchen ist gerundet. Die Seitennerven sind gerade bis leicht gebogen sowie einfach oder nahe dem Blattrand gegabelt.

## Systematische Verbreitung
Pecopteris-Blätter kommen unter anderem an der karbonzeitlichen Farngattung Psaronius aus der Gruppe der Marattiopsida vor. Weiters bei einigen Polypodiopsida und bei mindestens einem Samenfarn.

## Sonstiges
Es sind zirka 300 Arten bekannt. Die Pecopteriden waren meist baumförmig in ihrer Wuchsform. Die Blätter haben eine fiederige Nervatur. Die dazugehörigen Stämme werden, wenn sie in Struktur erhalten sind, als Psaronius sowie in oberflächlicher Erhaltung als Caulopteris beschrieben. Außerdem könnten auch die Stammarten Megaphyton, Hagiophyton sowie Artisophyton zugehörig sein, was aber bisher noch nicht eindeutig gezeigt werden konnte. Es können auch viele bekannte Aphlebia-Arten (Schutzblätter) zu dieser Formgattung zugeordnet werden.
Fertiles Material wird in folgende Fruktifikationstypen aufgeteilt: Senftenbergia, Scolecopteris, Ptychocarpus, Zeilleria, Asterotheca, Acitheca, Dactylotheca. In der Literatur gibt es stellenweise unterschiedliche Beurteilungen der Beschreibung des Sporangientyps Scolecopteris, viele Autoren (Laveine, Josten u. a.) meinen, dass Asterotheca und Scolecopteris dasselbe seien. Aber M. Barthel 2009 gibt eine Beurteilung dieses Problems an, so dass ausschließlich Pecopteris sternbergi zum Sporangientyp Asterotheca gehört. Er bezieht sich dabei auf Stur (1883), der damals durch seine Studien auf diesen Gebiet alles richtig zuordnete, aber durch seine internationalen Fachkollegen nicht anerkannt wurde.
Lange Zeit wurden aus dem sächsischen Kohlerevier Zwickau-Oelsnitz relativ wenige Pecopteris-Arten (Gutbier 1843, 1849 sowie Geinitz 1855, Daber 1955) beschrieben, erst Schultka (2009) entdeckte in den Sammlungen der örtlichen Museen viele neue bisher für Zwickau-Oelsnitz nicht bekannte Pecopteris-Typen und beschrieb sie zum ersten Mal. Dabei konnte wie bei Daber 2002 eine besondere Verbindung zum Saarländer Revier erbracht werden. Viele bisher nur von dort beschriebene Arten konnten nun auch hier nachgewiesen werden, wobei in Zwickau-Oelsnitz nur die beiden Sporangientypen Senftenbergia und Scolecopteris gefunden wurden. Da aber für bestimmte Pecopteris-Arten der dazugehörige Sporangientyp aus anderen Fundorten bekannt ist, müssten auch Ptychocarpus- sowie Acitheca-Fruktifikationen zu finden sein, was aber bis heute nicht der Fall ist.